# Biểu tình Ô Khảm
Các cuộc biểu tình ở Ô Khảm hay Phản kháng tại Ô Khảm là một cuộc phản đối chống lại sự tham nhũng và bất công xã hội khởi đầu vào tháng 9 năm 2011 và leo thang trong tháng 12 năm 2011, diễn ra với các sự kiện trục xuất các quan chức Đảng Cộng sản Trung Quốc, bao vây thôn và căng thẳng tiếp diễn sau đó tại thôn Ô Khảm (giản thể: 乌坎; phồn thể: 烏坎; bính âm: Wūkǎn; Việt bính: Wu1 Ham²), thuộc nhai đạo Đông Hải, thành phố cấp huyện Lục Phong, thành phố cấp địa khu Sán Vĩ của tỉnh Quảng Đông.
Các cuộc biểu tình bắt đầu vào ngày 21-23 tháng 9 năm 2011 sau khi các quan chức bán đất nông nghiệp cho các nhà phát triển bất động sản mà không tính đến việc đền bù cho dân làng. Vài trăm đến vài ngàn người phản đối và sau đó tấn công một tòa nhà của Đảng Cộng sản Trung Quốc, một trạm công an và một khu công nghiệp. Người biểu tình đã trưng các biểu ngữ ghi rằng "Trả lại đất cho chúng tôi!" và "Hãy để chúng tôi tiếp tục canh tác!". Tin đồn rằng công an địa phương đã giết chết một đứa trẻ khiến cho những người biểu tình bức xúc và kích động bạo loạn khi bị đàn áp. Trước đó, trong năm 2009 và 2010, cư dân Ô Khảm đã kiến nghị chính phủ trung ương giải quyết các tranh chấp đất đai, nhưng không được quan tâm.
Trong một nỗ lực để giảm bớt căng thẳng, chính quyền cho phép dân làng chọn 13 đại diện tham gia vào các cuộc đàm phán. Đầu tháng 12, bảo vệ địa phương đã bắt cóc và giam giữ năm người đại diện của dân làng. Các cuộc biểu tình bùng phát mạnh sau khi một trong những đại diện thôn, Tiết Cẩm Ba (Xue Jinbo), đã chết khi bị giam giữ trong trạm công an trong tình hình đáng ngờ. Dân làng đã phản ứng buộc các quan chức Đảng Cộng sản và công an, bảo vệ chạy trốn khỏi làng. Ngay lập tức, giới chức địa phương đã nhanh chóng quy kết người dân trên các phương tiện báo chí chính thống là "những kẻ gây rối", bị các thế lực thù địch giật dây. Ngày 14 tháng 12 năm 2011, 1.000 công an, cảnh sát bao vây làng, cô lập cấm ra vào và ngăn chặn thực phẩm và hàng hóa được đưa vào làng, đồng thời cắt điện và nước. Các cơ quan Chính phủ thiết lập kiểm duyệt internet và truyền thông ngăn chặn các thông tin về Ô Khảm, Lục Phong và Sán Vĩ.
Ô Khảm đã thường được mô tả là một thôn đặc biệt thuần và hiền hòa. Báo chí quốc tế mô tả các cuộc nổi dậy tháng 12 năm 2011 mang tính đặc biệt so với những "sự cố quần chúng" khác tại Cộng hòa nhân dân Trung Hoa, với ước tính khoảng 180.000 tranh chấp tương tự trong năm 2010. Từ năm 1990 đến 2011, hơn 43% nông dân Trung Quốc từng bị chính quyền trưng thu đất đai và ước tính 60% đến 70% thu nhập của chính quyền địa phương đến từ việc bán đất của nông dân. Trong đó, các quan chức địa phương và tay chân trở thành người hưởng lợi chính khi bồi thường cho nông dân một số tiền tối thiểu và sau đó được những nhà đầu cơ địa ốc trả gấp 50 lần. Thủ tướng Ôn Gia Bảo lên tiếng cảnh báo rằng nếu không sớm khắc phục thì tình trạng cưỡng chế đất đai sẽ biến Trung Quốc trở thành phân hóa giữa người dân và chính quyền, ông cũng đề cập vấn đề cần "bảo vệ quyền đất đai của nông dân".
Cuối cùng, với sự can thiệp của trung ương, đại diện thôn và các quan chức tỉnh đã đạt một thỏa thuận hòa bình, đáp ứng ngay lập tức những yêu cầu của người dân trong thôn. Bí thư Thành ủy Đảng Cộng sản địa phương thành phố Sán Vĩ nói rằng thẩm quyền của thành phố đã bị "đè" bởi sự can thiệp của tỉnh. Người lãnh đạo của cuộc nổi dậy, Lâm Tổ Luyến (林祖恋) (hay trước đó là Lâm Tổ Loan (林祖銮)), đã trở thành Bí thư Đảng ủy thôn Ô Khảm. Sáng kiến giải quyết mâu thuẫn này là xuất phát từ quyết định của Bí thư Tỉnh ủy Đảng Cộng sản tại Quảng Đông Uông Dương và hiện đang được quảng bá rộng rãi tại Trung Quốc như một mô hình giải quyết những xung đột và chính quyền cũng đồng ý mở cuộc điều tra các khiếu nại về chuyện quan chức lấy đất của dân. Báo New York Times đã gọi sự kiện này là Công xã Paris ở Ô Khảm, như một hình thức chiến tranh nhân dân..

## Bối cảnh
Làng Ô Khảm thuộc nhai đạo Đông Hải, thành phố cấp huyện Lục Phong, thành phố cấp địa khu Sán Vĩ của tỉnh Quảng Đông, khoảng 5 km về phía Nam (22 ° 53'N 115 ° 40'E) của khu đô thị của trung tâm Lục Phong. Làng gần bờ biển của Cảng Ô Khảm (乌坎港), là một phần của Vịnh Kiệt Thạch (碣石湾) thuộc vùng biển Nam Trung Hoa (Biển Đông). Làng đã được danh hiệu trong nhiều năm như là một mô hình "khu phố văn hóa", hòa hợp và thịnh vượng. Dân số Ô Khảm khoảng 12.000 người (có nguồn ghi là 20.000), phần đông là nông dân và người sống bằng nghề đánh cá.
Kể từ khi bãi bỏ thuế nông nghiệp năm 2006, lãnh đạo các địa phương đã ngày càng giàu thông qua việc bán đất (hay bán quyền sử dụng đất) mà theo luật, đất đai thuộc quyền "sở hữu toàn dân" và do nhà nước quản lý. Mâu thuẫn giữa nông dân và các quan chức địa phương đã tăng khắp Trung Quốc, bởi vì các vụ thu hồi quyền sử dụng đất (hoặc "cưỡng chế đất đai"). Từ năm 1990 đến nay, hơn 43% nông dân Trung Quốc từng bị chính quyền trưng thu đất đai và ước tính 60% đến 70% thu nhập của chính quyền địa phương đến từ bán đất của nông dân, quan chức địa phương và các nhóm lợi ích trả cho nông dân một số tiền tối thiểu và sau đó được các nhà đầu cơ địa ốc trả gấp 50 lần, trở thành người hưởng lợi chính.
Khoảng chừng hơn 90.000 rối loạn dân sự ở Trung Quốc mỗi năm, và ước tính 180.000 cuộc biểu tình hàng loạt xảy ra trong nước trong năm 2010, phản ứng và cáo buộc các vụ tham nhũng của các nhóm lợi ích hoặc thu hồi đất bất hợp pháp. Quỹ Jamestown (Jamestown Foundation) cung cấp một lời giải thích vĩ mô cho sự gia tăng các cuộc xung đột: các quan chức địa phương, bị kẹt giữa sự thiếu hụt ngân sách của chính quyền địa phương do các biện pháp của chính quyền trung ương để làm nguội thị trường bất động sản quá nóng và sự đánh giá thành tích cá nhân của họ dựa trên đóng góp của địa phương vào tăng trưởng GDP, đã phải dùng biện pháp bòn rút để bồi thường càng ít càng tốt (tối thiểu) cho nông dân.
Đất nông nghiệp trong thành phố Lục Phong đã dần dần nhường chỗ cho phát triển đô thị hóa. Dự án trong những năm gần đây bao gồm một tòa nhà mới, nguy nga của chính phủ và các khu nghỉ mát, nghỉ dưỡng xa hoa bao gồm những cửa hàng và 60 biệt thự sang trọng. "Golden Sands" là một câu lạc bộ đêm và là một điểm thu hút mới nhằm thu hút du khách giàu có. Năm 2011, dân làng cáo buộc các quan chức địa phương đã thu hồi hàng trăm héc ta đất hợp tác xã và "bán bí mật" cho các công ty xây dựng và phát triển bất động sản. Theo một phân tích trên báo The New York Times, các ủy ban nhân dân của Trung Quốc được dân làng tự bầu, và do đó, về mặt lý thuyết và theo luật định, ủy ban là đại diện và quản trị của dân. Tuy nhiên, hầu hết cư dân chỉ đi bầu một cách thụ động, không quen với các chức năng của hệ thống quản trị và không biết các quyền của họ. Theo quy định của pháp luật Trung Quốc, việc bán đất tập thể đòi hỏi phải có sự chấp thuận của người dân và số tiền thu được phải được chia sẻ. Tuy nhiên, quá trình phê duyệt thiếu minh bạch và trong thực tế, hầu hết các quyết định được thực hiện nội bộ bởi các ủy ban nhân dân, với sự cho phép của các cấp chính quyền và đảng ủy địa phương. Có những cáo buộc tham nhũng và lạm quyền, 5 trong số 9 thành viên của ủy ban làng Ô Khảm đã cầm quyền kể từ khi bắt đầu tạo ra các hệ thống bầu cử ủy ban từ thời Đặng Tiểu Bình, như bí thư Đảng ủy Tiết Xương (薛昌) đã tại vị ở vị trí này từ năm 1970.

### Tố cáo
Cư dân ở một số làng gần Ô Khảm cáo buộc rằng các quan chức làng đã tịch thu đất nông nghiệp của họ và bán cho các công ty xây dựng và phát triển bất động sản  Do đó, sinh kế của nhiều người bị đe dọa: Nhiều người đã phải đối mặt với những khó khăn nghiêm trọng như là không có đất để trồng trọt, và cần phải mua thực phẩm với mức thu nhập ít ỏi . Dân làng nói rằng họ không biết gì về chuyện mua bán này, cho đến khi các công ty bắt đầu công trình xây dựng, và cáo buộc rằng quan chức địa phương thuộc đảng Cộng sản đã hưởng lợi từ việc bán đất hợp tác xã 1 tỷ Nhân dân tệ (156 triệu $) Người dân khẳng định rằng 400 ha đất nông nghiệp đã bị chiếm đoạt mà không có bồi thường từ năm 1998 . Họ đã kiến nghị lên các cấp độ khác nhau của chính phủ trong vô vọng trong nhiều năm qua, cáo buộc các cán bộ địa phương đã bỏ túi hơn 700 triệu Nhân dân tệ (110 triệu $) tiền bồi thường cho họ kể từ năm 2006, còn quan chức địa phương lại đổ lỗi cho "những kẻ gây rối" đã tác động dân làng "không đúng sự thật" .

## Quá trình bạo loạn tháng 9
Sáng ngày 21 tháng 9 năm 2011, hàng trăm dân làng tham gia ngồi phản đối các quan chức địa phương bên ngoài văn phòng chính phủ ở Lục Phong. Theo báo cáo của chính quyền, ban đầu có khoảng 50 người hô to khẩu hiệu và cầm biểu ngữ phản đối một cách hòa bình. Người biểu tình treo các biểu ngữ và giơ những áp phích với khẩu hiệu như "Trả đất nông nghiệp lại cho chúng tôi" và "Hãy để chúng tôi tiếp tục canh tác". Sau đó, khi thế lực đám đông tăng mạnh dần, những người biểu tình đã trở nên hiếu động, bắt đầu phá hoại các tòa nhà và các thiết bị ở khu công nghiệp trong thôn và chặn đường. Cảnh sát đã được điều động và một dân thôn cho biết rằng cảnh sát đã đánh dã man một số thanh thiếu niên đang đập chiêng để báo động cho những dân thôn đang phản đối. Ba dân thôn đã bị bắt giữ trong ngày đầu đàn áp. Ngày hôm sau, hơn 100 dân làng bao vây cảnh sát yêu cầu thả người bị giam giữ, và bạo lực tiếp tục leo thang.
Tin tức đưa rằng một số người trẻ tuổi đã bị thương nặng sau khi bị tấn công, khiến hàng trăm dân làng giận dữ, trang bị vũ khí tự chế bao vây một đồn cảnh sát địa phương, nơi từ 30 đến 40 cán bộ đang trú ẩn. Hàng trăm cảnh sát chống bạo động với trang bị tốt được điều động, họ đánh nhau với những người nông dân. Video quay cảnh của người dân tại Ô Khảm cho thấy mọi người ở mọi lứa tuổi bị cảnh sát chống bạo động truy đuổi và đánh đập bằng dùi cui. Một dân thôn Ô Khảm mô tả về cảnh sát và các nhân viên an ninh khác "giống như bầy chó điên, đánh đập bất cứ ai lọt vào tầm mắt chúng". Tờ Financial Times thuật lại rằng hai đứa trẻ, 9 và 13 tuổi, đã "bị thương nặng", và một trong hai có thể đã chết. Dân làng cho biết người già và trẻ em phản đối một cách hòa bình đã bị sách nhiễu và tấn công bởi "côn đồ đánh thuê", kích động dân thôn phản ứng giận dữ. Các cuộc tấn công vào thường dân của 400 nhân viên cảnh sát được Financial Times miêu tả là "bừa bãi".
Một trong những 'tay súng đánh thuê' cho biết rằng ông đã được một doanh nhân có ảnh hưởng đưa vào cuộc đàn áp, được trả 3.000 nhân dân tệ đồng thời hứa hẹn đảm bảo không bị trả thù vì bất kỳ cuộc tấn công nào. Các quan chức đổ lỗi cho sự leo thang thành bạo lực là do "tin đồn" rằng các sĩ quan cảnh sát đã đánh đập một đứa trẻ cho đến chết. Các tuyên bố của chính quyền bác bỏ bất kỳ tin tức nào về việc có thường dân nào đã chết. Tin tức internet về các cuộc bạo loạn, bao gồm cả hình ảnh và video, đều bị xoá nhanh chóng do kiểm duyệt của chính phủ. Cơ quan báo chí cho biết kết quả tìm kiếm trên Sina Weibo (microblog) đối các cụm từ như "Lục Phong" bị chặn chỉ một thời gian ngắn sau khi các cuộc biểu tình bắt đầu. Vào ngày thứ ba của tình trạng bất ổn, thành phố cấp địa khu Sán Vĩ, chịu trách nhiệm quản lý Lục Phong, ban hành một tuyên bố nói rằng hàng trăm dân làng đã tấn công các tòa nhà chính phủ. Họ cho biết "hơn 12 nhân viên cảnh sát bị thương" và "6 xe cảnh sát bị phá hoại". Sau đó, theo cái nhìn của những nhà phân tích, một thay đổi chiến thuật đã diễn ra, theo đó thay vì huy động mạnh cảnh sát và đàn áp thẳng tay những người biểu tình, những người quan sát phát hiện rằng các cơ quan có thẩm quyền đã rút bớt lực lượng cảnh sát thấy rõ trong vài ngày. Bí thư Đảng tại tỉnh Quảng Đông, Uông Dương (汪洋), cũng cam đoan lại tuyên bố rằng ông đã chuẩn bị chấp nhận giảm tăng trưởng kinh tế ở Quảng Đông để đổi lấy sự tăng trưởng hài hòa trên địa bàn tỉnh. Jean Pierre Cabestan, giáo sư chính trị tại Đại học Baptist Hồng Kông, nghi ngờ rằng sự thay đổi lập trường chính sách là do tham vọng chính trị của Bí thư Tỉnh ủy Quảng Đông là Uông Dương, người muốn "sống sót và bảo vệ hình ảnh của mình cho đến năm sau". Uông, một ứng cử viên có tiềm năng được vào Bộ chính trị như là "thế hệ lãnh đạo thứ năm" khi chính quyền Hồ Cẩm Đào - Ôn Gia Bảo về hưu vào năm 2012, trước đó đã đặt kế hoạch về một mô hình phát triển "Quảng Đông hạnh phúc", ở cấp độ san bằng khoảng cách giàu-nghèo và nhấn mạnh hòa hợp xã hội. Cảnh sát chỉ trở lại vào ngày thứ tư sau các cuộc bạo loạn.

### Trưng, thu đất và tìm kiếm giải pháp
Về đối tượng của đất là cơ sở để tranh chấp, một quan chức cấp cao thừa nhận là việc mua bán đất đã được dự kiến, và các nhà phát triển bất động sản quan tâm đã khảo sát các địa điểm với các quan chức địa phương, nhưng các quan chức cho biết không có hợp đồng nào đã được ký. Phương tiện truyền thông chính thống thuộc tỉnh Quảng Đông tung tin tức cáo buộc người biểu tình đã hành động như côn đồ, hành hung và đả thương hàng chục cảnh sát chống bạo động. Còn dân làng cáo buộc báo chí nhà nước đã thiên vị trắng trợn.
Chính quyền thành phố Sán Vĩ đề nghị sẽ bổ nhiệm một ủy ban liên kết để nghiên cứu kỹ các cáo buộc về tranh chấp đất, để đồi lấy việc các cuộc biểu tình phải ngừng ngay lập tức. Các quan chức cũng cho biết họ sẽ xem xét chấp nhận cho một cuộc bầu cử công bằng chọn ban đại diện mới của làng, và dân làng tạm thời đình chỉ các cuộc biểu tình của họ.

## Cuộc nổi dậy tháng 12

Đoàn diễu hành rước ảnh Tiết Cẩm Ba, đại diện thôn Ô Khảm, người đã chết trong khi bị cảnh sát tạm giữ

13 đại diện thôn được bầu ra sau cuộc xung đột tháng 9, bao gồm Tiết Cẩm Ba. Sau khi Tiết Cẩm Ba (Xue Jinbo 薛锦波) chết trong khi bị cảnh sát giam giữ trong tình huống đáng ngờ, dân làng đuổi các quan chức Đảng Cộng sản và cảnh sát ra khỏi thôn, dẫn đến việc cảnh sát phong tỏa toàn thôn Ô Khảm.

### Cái chết của Tiết Cẩm Ba
Ngày 9 tháng 12 năm 2011, Tiết Cẩm Ba bị cảnh sát mặc thường phục bắt giữ không phép trước một nhà hàng ngay trước buổi trưa (giờ địa phương). Ông bị đưa đi trong xe buýt nhỏ không có biển số. Bốn đại diện khác của làng cũng bị bắt giữ cùng ngày.
Vào 11 giờ tối ngày 11 tháng 12, một viên chức thành phố Lục Phong họ Hoàng gọi con gái của Tiết Cẩm Ba lên hỏi về hỏi về lược sử tình hình sức khoẻ và bệnh tật của cha cô, nói rằng ông đã được nhận vào bệnh viện trong tình trạng nguy kịch. Vài giờ sau, vợ và con gái của Tiết Cẩm ba có mặt tại bệnh viện tại Sán Vĩ và bị bắt buộc phải chờ đợi mà không được phép gặp ông. Các viên chức bảo gia đình ông Tiết rằng ông được đưa đến nhà tù địa phương vào 7 giờ sáng ngày 10 tháng 12 và chết vào 10 giờ sáng ngày hôm sau. Các thành viên khác của gia đình khác cũng nhận được tin và đến Sán Vĩ. 10 thành viên gia đình, trong đó gồm vợ con ông Tiết, được phép xem xác của ông nhưng bị cảnh sát ngăn cấm dùng máy quay phim và điện thoại.
Theo họ hàng ông cho biết, thi thể Tiết Cẩm Ba cho thấy dấu vết của hành vi tra tấn: phủ đầy vết bầm tím và vết cắt, hai lỗ mũi đóng đầy máu, ngón tay cái của ông bị uốn cong và xoắn ngược ra sau. Con gái ông cho biết ông có "một vết bầm lớn trên lưng cho thấy ông đã bị đá từ phía sau." Con rể của ông Tiết cũng cho biết thêm rằng hai đầu gối của ông cũng bị thâm tím. Quần áo của ông đều sạch sẽ; gia đình ông cho rằng ông bị tra tấn sau khi bị lột đồ. Gia đình ông từ chối yêu cầu của chính quyền về việc cho khám nghiệm tử thi. Tuy nhiên, vào ngày 14 tháng 12, Trung Quốc tân văn xã đưa tin rằng gia đình ông Tiết đồng ý với phán quyết của giám định y tế rằng ông chết vì "suy tim đột ngột".
Tân Hoa xã, thông tấn xã chính thức của Chính phủ Trung Quốc, nói rằng ông Tiết có tiền sử bệnh hen suyễn và bệnh tim; các nhà điều tra pháp y không tìm thấy bằng chứng của tình trạng bị ngược đãi và ông đã chết vì tim ngừng đập. Con gái nhỏ nhất của ông, Tiết Kim Uyển, dứt khoát phản bác một tạp chí trực tuyến Hồng Kông, iSun Affairs, vì đưa tin rằng cha cô có tiền sử bệnh tim. Dân làng đã tổ chức một buổi cầu nguyện hai giờ cho ông tại nhà riêng.

### Cuộc nổi dậy và cuộc bao vây
Phản ứng với tin tức về cái chết của ông Tiết, người dân đã xông vào đồn cảnh sát địa phương và đụng độ với cảnh sát. Cảnh sát và các quan chức Đảng Cộng sản đã bị đuổi ra khỏi thôn.
Cảnh sát cô lập khu vực xung quanh thôn và chặn những con đường vào thôn. Lực lượng 1.000 cán bộ vũ trang thất bại trong việc giành lại quyền kiểm soát của thôn. Các nhà chức trách đã tổ chức bao vây, ngăn chặn nguồn cung cấp tiếp ứng vào thôn.
Bắt đầu từ ngày 12 tháng 12, dân thôn tổ chức cuộc họp phản đối hàng ngày. Tính đến giữa tháng 12, dân thôn phản đối chính quyền địa phương, tìm kiếm sự can thiệp của chính quyền trung ương, và hy vọng rằng chính phủ trung ương sẽ tiến hành một cuộc điều tra. Các quan chức Đảng Cộng sản và cảnh sát đã bị trục xuất từ Ô Khảm từ ngày 14 tháng 12. Các đại diện của thôn bị cáo buộc việc cầm đầu các cuộc phản kháng. Quan chức thị trưởng Sán Vĩ là Ngô Tử Li (吴紫骊) cáo buộc đại diện Lâm Tổ Luyến và Dương Sắc Mậu (杨色茂) về tội tổ chức và kích động dân làng thiết lập các rào chắn quanh thôn kể từ ngày 8 tháng 12: "Họ làm điều này để ngăn chặn cán bộ vào thôn và ngăn chặn những thủ phạm gây ra các cuộc bạo loạn trước đó rời khỏi thôn và biến mình thành giới chức lãnh đạo."
Ngày 16 tháng 12, các phương tiện truyền thông chính thức cho biết, quan chức cấp tỉnh của Trung Quốc "tuyên bố sẽ tạm ngừng bán tài sản có vấn đề và điều tra các cáo buộc rằng chính quyền địa phương tịch thu trái phép đất nông nghiệp và bán cho các công ty phát triển tư nhân". Trong cùng ngày, khoảng 7000 người đã tụ tập lại tiến hành một buổi lễ cho Tiết Cẩm Ba. Bế tắc giữa người dân và chính quyền tiếp tục, thể hiện qua các trạm kiểm soát của cả hai bên được thành lập xung quanh thôn. Con trai của người đã mất, Tiết Jiandi (Xue Jiandi), cho biết: "Ngay bây giờ chúng tôi chỉ có một yêu cầu, đó là họ trả lại thi thể của cha tôi, ông thuộc về chúng tôi, không phải thuộc về chính phủ."
Những người phản kháng tiếp tục biểu tình với biểu ngữ của họ cam kết lòng trung thành với Đảng Cộng sản. Một dân làng tường thuật lại rằng chính phủ đã cung cấp gạo và dầu ăn – với số lượng ít do việc phong tỏa – để mua chuộc dân làng đổi hướng từ phản kháng sang hướng về phía chính phủ. Nỗ lực này đạt được ít nhất một trăm người ủng hộ, mặc dù việc lôi kéo dưới hình thức này sau đó đã chấm dứt.
Ngày 18 tháng 12, Lâm Tổ Luyến, một trong những đại diện của Ô Khảm, nói rằng "các nhà lãnh đạo cao cấp của chính quyền địa phương triệu tập (anh ta) để thảo luận" và rằng họ muốn vào làng. Lâm Tổ Luyến từ chối đề nghị, khẳng định rằng sẽ không có cuộc đàm phán nào cho đến khi thi thể của Tiết Cẩm Ba được trả lại, 4 đại diện khác bị cảnh sát bắt giữ cũng được thả ra, và trả lại đất cho dân làng.
Ngày 20 tháng 12, một bước đột phá xảy ra qua việc các quan chức cấp cao của tỉnh can thiệp vào tranh chấp bằng cách thừa nhận nhu cầu cơ bản của dân làng. Các quan chức thừa nhận những sai lầm trong việc xử lý những mối bất bình và tuyên bố sẽ trấn áp tham nhũng. Ngày 21 tháng 12, sau 3 ngày căng thẳng, đại diện làng và đại diện chính phủ đạt đến một thỏa thuận hòa bình để cho dân làng kết thúc đấu tranh. Đổi lại, thi thể của Tiết Cẩm Ba sẽ được trả lại, và những người bị cảnh sát giam giữ sẽ được thả ra.
Dân làng cũng được hứa hẹn bảo đảm rằng lỗ hổng trong việc bầu cử các quan chức địa phương sẽ được giải quyết và đất đã bị chính quyền địa phương tịch thu sẽ được phân phối lại.

### Lan truyền tin tức
Một cuộc khảo sát tiến hành vào ngày 19 Tháng 12 bởi Trung tâm Nghiên cứu Báo chí và Truyền thông tại Đại học Hồng Kông cho biết tin tức về sự kiện Ô Khảm được lan truyền mạnh mẽ bên ngoài Trung Quốc đại lục, nhưng không tờ báo nào trong số 200 tờ báo chính thống trong nước công bố bất kỳ bài viết nào về sự kiện này. Sự kiện dược tường thuật nhiều trên báo Ming Pao, Apple Daily tại Hồng Kông; ở nước ngoài, nhiều tin tức đã được loan tải bởi tờ Financial Times, Reuters, The New York Times, Wall Street Journal và nhiều báo khác. 58 bài viết đã được khảo sát trong tổng số, trong đó 37 bài viết từ Hong Kong, 6 từ Đài Loan, 14 từ Malaysia và từ Singapore.
Một số người dùng tiểu blog (microbloggers) Sina Weibo nói với BBC rằng các công cụ tìm kiếm liên quan đến Ô Khảm và khu vực đã bị chặn sau khi cuộc nổi dậy tháng 12 bắt đầu, và microblog của dân làng đã bị xóa. Người sử dụng web đã phản ứng bằng cách sử dụng thuật ngữ khác thay thế để tìm kiếm thông tin về sự kiện.
Trong một video không ghi ngày tháng lưu hành trên các phương tiện truyền thông quốc gia, Trịnh Nhạn Hùng (郑雁雄), bí thư Đảng ủy Sán Vĩ phát biểu với một nhóm các quan chức địa phương và đại diện thôn, đổ lỗi cho các phương tiện truyền thông gây khó và nói rằng cán bộ như ông là những người duy nhất phải đối mặt với những khó khăn tăng lên hàng năm: "quyền hạn của chúng tôi giảm đi từng ngày, và ngày càng ít có các chọn lựa phương pháp xử lý cho chúng tôi. Tuy nhiên, trách nhiệm của chúng tôi trở nên lớn hơn và lớn hơn... người thường càng ngày càng có ham muốn lớn hơn và lớn hơn, và càng ngày càng trở nên thông minh hơn và ngày càng khó kiểm soát hơn". Câu nói này đã bị nhiều ý kiến chê trách trên mục diễn đàn của báo The Standard 
Tân Hoa xã và các phương tiện truyền thông chính thống khác của nhà nước, mà trước đó đã hầu như không tường thuật về vụ tranh chấp, từ ngày 22 tháng 12 bắt đầu có đăng các bài viết ca ngợi chính quyền tỉnh đã xử lý tốt sự việc .

### Bình luận của phương tiện truyền thông quốc tế
Trong lúc các cuộc biểu tình diễn ra, các phương tiện truyền thông ngoài Trung Quốc như BBC và tờ New York Times mô tả các cuộc biểu tình là "lớn", "bất thường", và "chưa từng có trong lịch sử hiện đại của Trung Quốc" . Tở báo Wall Street Journal tuyên bố các cuộc biểu tình "của năm 2011 là trường hợp nghiêm trọng nhất trong tình trạng bất ổn đông người ở Trung Quốc" . Tuy nhiên, sau khi các cuộc phản kháng được giải quyết hòa bình, báo The Atlantis kết luận rằng "chúng không phải là bất thường như nó lúc đầu đã có vẻ chỉ dấu như thế", trong bối cảnh các cuộc tranh chấp đất đai và lao động, được coi như là "điển hình" cam kết của người biểu tình trung thành với Đảng Cộng sản Trung Quốc.

## Bầu cử năm 2012
Tháng 1 năm 2012, lãnh đạo cuộc nổi dậy của nông dân, Lâm Tổ Luyến (Lin Zulian 林祖恋 hay trước đó là Lâm Tổ Loan (林祖銮)) được trở thành Bí thư Đảng ủy. Đây là một phần của thỏa thuận hòa bình với sự nhượng bộ của chính quyền, trong đó, lãnh đạo tỉnh Quảng Đông đã chấp nhận cho tổ chức một cuộc bầu cử trực tiếp không kiểm soát đầu tiên theo mô hình bỏ phiếu kín tại Ô Khảm. Một loạt 3 cuộc bầu cử đã được tổ chức để lựa chọn 100 đại diện vào ủy ban hành chính. Trong vòng đầu tiên của cuộc bầu cử vào ngày 1 tháng 2 năm 2012, khoảng 6.000 dân thôn Ô Khảm đã bình chọn một ủy ban độc lập để giám sát cuộc bầu cử lãnh đạo mới của thôn. Ngày 11 tháng 2, hơn 6.500 người dân (85% dân số) đã bình chọn, bầu 107 đại diện vào Hội đồng nhân dân, với nhà lãnh đạo cuộc phản kháng là Lâm Tổ Luyến nhận chức chủ tịch thay thế người lãnh đạo trước bị cách chức, sau 42 năm cầm chức này và hiện đang bị cáo buộc tham nhũng. Tiết Kim Uyển (Xue Jianwan), con gái của nhà lãnh đạo biểu tình đã qua đời Tiết Cẩm Ba, cũng được bầu.
Trong hai ngày 3 và 4 tháng 3 năm 2012, dân làng lại đi bỏ phiếu để chọn 7 người vào Ủy ban nhân dân của làng và Lâm Tổ Luyến đắc cử làm chủ tịch Ủy ban .
Phóng viên của RFI đã tường trình về cuộc bầu cử này "Có vẻ như không có nhiều cử tri vắng mặt trong cuộc bầu cử này. Các loa phóng thanh kêu gọi đi bầu, các xe hơi được chuẩn bị sẵn để đi đón những người lớn tuổi. Và điều ấn tượng nhất, ngoài những nụ cười trên gương mặt, là quyết tâm của cư dân đi bỏ phiếu. Các lá phiếu màu hồng và màu xanh được cầm chặt trong tay, vì cuộc bầu cử này là kết quả của bốn tháng trời tranh đấu, bốn tháng trời diễn ra các cuộc biểu tình do bị tịch thu đất đai. Các lãnh đạo địa phương trước đây đã chấp nhận nhượng lại đất cho một nhà đầu cơ địa ốc. Một người dân làm nghề sửa chữa tàu thổ lộ: «Cuộc chiến đấu này đã bắt đầu bằng đất đai, và nay là cuộc chiến đấu vì dân chủ»".
Tuy nhiên, báo RFI cũng bình luận: "Tuy nhiên tấm gương Ô Khảm có vẻ mỏng manh. Ông Viên Dụ Lai, một luật sư Trung Quốc bình luận "Vụ Ô Khảm chắc chắn không dừng lại ở đây. Liệu đảng cộng sản có thể thực sự nuốt hận mà không tính đến trả thù?".... Một đám mây đen sẽ có thể một lần nữa kéo đến Ô Khảm. Ông Trương Kiến Thành và nhiều lãnh đạo khác của cuộc nổi dậy giờ không dám đi ra khỏi làng. Ông cho biết: "Ở bên ngoài, tôi bị những người mặc thường phục theo dõi, sách nhiễu. Đây là một kiểu cảnh cáo, tôi khá bi quan về tương lai". Như vậy thắng lợi hôm nay của dân làng Ô Khảm mới chỉ là bước đầu trong cuộc đấu tranh vì dân chủ ở Trung Quốc".

## Tác động
Một vài thôn khác ở Trung Quốc nhận ảnh hưởng từ các cuộc phản kháng tại Ô Khảm.
- Tháng 12 năm 2011, cư dân của thị trấn gần đó là Hải Môn, tổ chức biểu tình quy mô lớn phản đối kế hoạch mở rộng một nhà máy điện sử dụng than. Các cuộc biểu tình thu hút hàng ngàn người tham gia đã gặp phải sự bắt giữ giam cầm và khói cay của chính quyền.[52] Cư dân Hải Môn nói với báo ReutersReuters rằng họ đã làm theo tiến triển tại Ô Khảm, xem đó như một mô hình tốt về cách mà công dân có thể làm để đàm phán với chính quyền.[53]
- Ngày 17 tháng 1 năm 2012, khoảng 1.000 dân làng từ huyện Bạch Vân tổ chức một cuộc biểu tình trước trụ sở chính quyền thành phố Quảng Châu, tức giận trước vấn đề thu hồi đất và tham nhũng. Dân làng đe dọa sẽ biến huyện thành một "Ô Khảm thứ hai" nếu những bất bình của họ không được giải quyết. Người biểu tình cho biết bí thư đảng Li Zhihang bỏ túi hơn 400 triệu nhân dân tệ và tham ô lên đến 850.000 nhân dân tệ từ hợp tác xã làng.[54]
- Tháng hai năm 2012, cư dân Đông và Tây Panhe ở tỉnh Chiết Giang tổ chức chống lại các quan chức địa phương về việc cưỡng chế trưng dụng đất cùng với việc bồi thường không đầy đủ. Trong suốt một loạt các cuộc biểu tình trước đó vào tháng 10 năm 2011, cảnh sát và cơ quan chính phủ đã bỏ trốn khỏi làng.[55]

## Các cuộc phản đối 2016
Dân làng bắt đầu các cuộc diễu hành phản đối hàng ngày kể từ giữa tháng 6 năm 2016 sau khi ông Lâm Tổ Loan (Lin Zuluan), trưởng thôn được bầu ở Ô Khảm (Wukan) bị bắt giữ. Lin, 72 tuổi, đã viết thư cho làng vào ngày 2 tháng 3, phàn nàn về việc tiếp tục tham nhũng. Vùng đất bị chiếm giữ đã bị "cưỡng bức bởi quyền lực, tiền bạc, và bọn côn đồ", ông viết. Lá thư phản đối này kèm theo nhiều nỗ lực sau đó để khôi phục sự tiếp xúc trực tiếp với nhà phát triển, Hãng bất động sản Hua Hui, đã mua lại mảnh đất 110.000 mét vuông ở Wukan mà không có sự chấp thuận của ủy ban làng. Công ty đã đưa ra một lời đáp ứng chiếu lệ, và chính quyền Lục Phong, Wukan thuộc về thành phố cấp huyện này, sau đó tuyên bố rằng đất đai không thuộc về dân làng. Vào ngày 18 tháng 6, sau khi kêu gọi "các cuộc biểu tình quần chúng mới" trong vụ bắt giữ đất đai, ông Lâm đã bị bắt giữ bởi cảnh sát đặc biệt, những người đã đột nhập vào nhà của ông vào giữa đêm.
Trong một cuộc điều tra về việc xử lý đất đai và đối xử với ông Lâm, chính phủ Lục Phong nói rằng "đã không phát hiện ra bất kỳ tình huống nào về việc đàn áp hoặc trừng phạt không công bằng.""
Ông Lâm sau đó xuất hiện trên đài truyền hình nhà nước thừa nhận rằng ông ta đã nhận hối lộ từ các hợp đồng của chính phủ. Điều này dẫn tới các cuộc biểu tình, với hàng ngàn người diễu hành cáo buộc chính phủ ép buộc phải nhận tội.
Các nỗ lực của ông Lâm và các nhà lãnh đạo thôn khác để đạt được sự đại diện pháp lý đã bị nhà chức trách kháng cự. Gia đình của ông Lâm được tường thuật đã thuê luật sư nhân quyền Ge Yongxi, bao gồm cả khoản tiền trả trước. Tuy nhiên, cơ quan tư pháp sau đó đã buộc công ty luật trả lại số tiền này. "Công ty đã bị cấm không được nhận bào chữa bất kỳ khách hàng nào từ làng Wukan, điều này rõ ràng cản trở việc kinh doanh pháp lý thông thường của chúng tôi... Ông ta không nên bị từ chối quyền tư vấn pháp luật, cho dù ông ta có nhận hối lộ hay không", Ge nói như vậy với báo South China Morning Post.
Vào ngày 13 tháng 9, các tường thuật mới cho biết cảnh sát chống nổi loạn lại đàn áp những người biểu tình ở Wukan.
Vào cuối tháng 12 năm 2016, một tòa án Trung Quốc đã kết án 9 người trong làng, phạt tù từ 2 năm đến 10 năm tội tụ tập bất hợp pháp, ngăn cản giao thông và phá hoại trật tự công cộng.